# Iglesia del Calvario (Manhattan)
La iglesia del Calvario (en inglés, Calvary Church) es una iglesia episcopal ubicada en 277 Park Avenue South en la esquina de East 21st Street en el vecindario de Gramercy Park en Manhattan, ciudad de Nueva York, en el límite del distrito de Flatiron. Fue diseñado por James Renwick Jr., el arquitecto que diseñó la Catedral de San Patricio y la Iglesia Grace, y se completó en 1848. El complejo de la iglesia está ubicado dentro del Distrito Histórico y Extensión de Gramercy Park. Es uno de los dos santuarios del Parroquia Calvario-San Jorge.

## Historia
La parroquia del Calvario se fundó en 1832 e inicialmente utilizó una iglesia con estructura de madera en lo que entonces era la Cuarta Avenida, que desde entonces se ha convertido en Park Avenue, en la parte alta de su sitio actual. Ese edificio se trasladó a la ubicación actual en 1842, y el nuevo santuario neogótico diseñado por Renwick se completó en 1848. Renwick modeló el Calvario según las catedrales francesas de torres gemelas, pero, a diferencia de la Iglesia Grace, el Calvario fue construido con piedra rojiza. Las dos agujas de madera de la iglesia se quitaron en septiembre de 1860 cuando se volvieron inestables; las bases octogonales permanecieron, pero finalmente se deterioraron y se retiraron en 1929.
El complejo de la iglesia también incluye Calvary House de nueve pisos, al este de la iglesia en Gramercy Park North (East 21st Street), también diseñada por Renwick y construida en 1867, y la escuela "Renwick Gem". un pequeño edificio al norte de la iglesia que se construyó como teatro pero se usó para ese propósito solo por un corto tiempo antes de ser utilizado para la escuela dominical de la iglesia del Calvario. Tiene un gran espacio interior, de unos 8 m entre las columnas, que fueron diseñadas para sostener la pesada cubierta de pizarra sin el uso de contrafuertes exteriores. El edificio, que a partir de 2011 alberga las clases de cuarto y quinto grado de la École Internationale de New York, compensa la sombra de los edificios más altos a través del uso de Renwick de 42 ventanas del triforio.

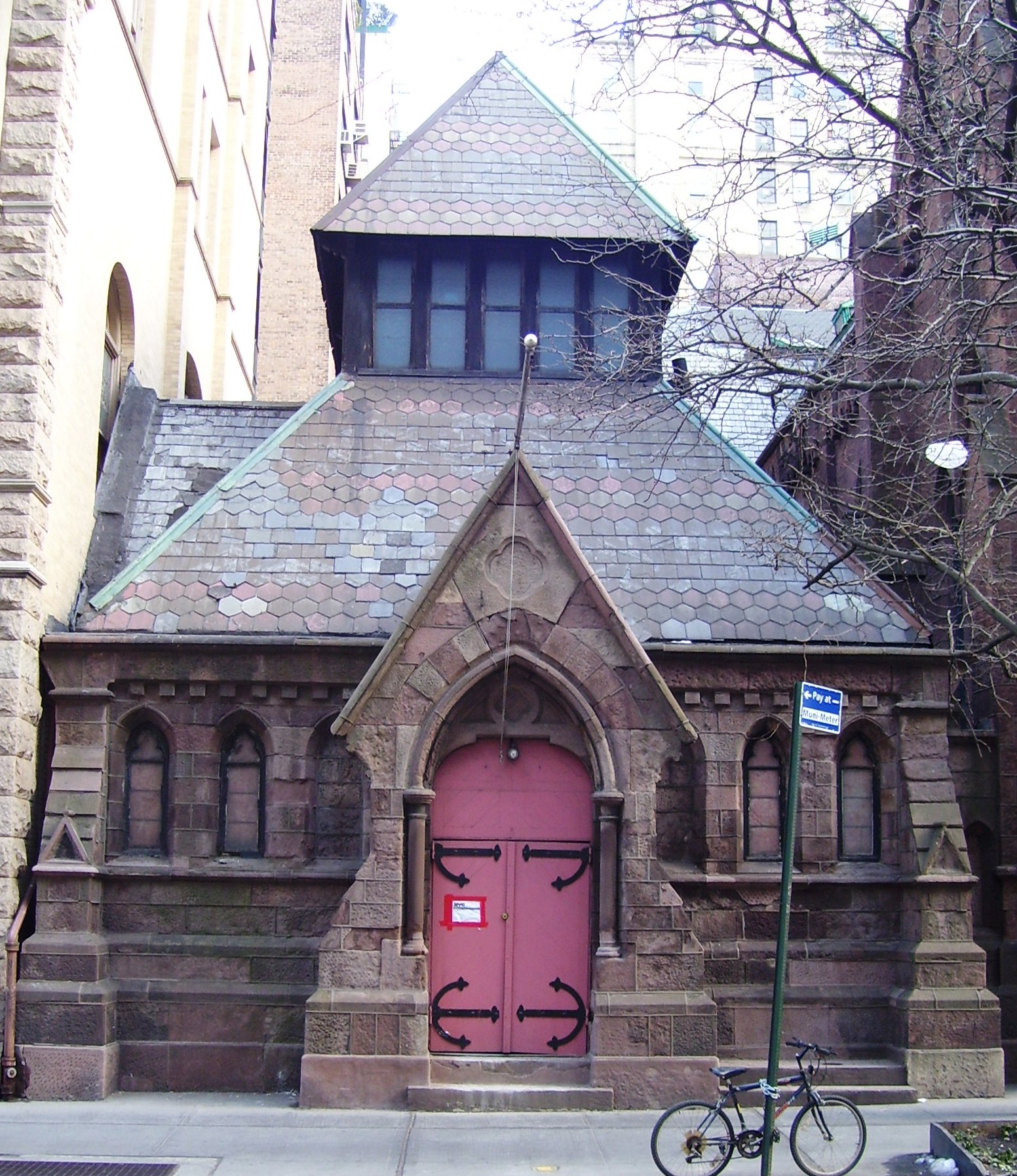
La escuela "Renwick Gem"

La familia de Theodore Roosevelt vivió a dos cuadras de la iglesia del Calvario desde 1854 hasta 1872; Roosevelt nació en su casa en 1858, y la del Calvario era la iglesia a la que pertenecía la familia. Otros feligreses incluyeron miembros de las familias Astor y Vanderbilt.
La iglesia disfruta de una estrecha asociación histórica con la Catedral Nacional de Washington. En 1896, el rector de la iglesia del Calvario, Henry Yates Satterlee, fue consagrado primer obispo episcopal de Washington en una ceremonia en la iglesia del Calvario. Satterlee jugó un papel decisivo en la adquisición de Mount Saint Alban como el sitio para la Catedral, y colocó la piedra angular principal de la Catedral en 1907. Los feligreses del Calvario donaron la pila bautismal de la iglesia a la nueva catedral, y está ubicada en la Capilla de Belén.
La iglesia del Calvario tiene una fuerte conexión con Alcohólicos Anónimos. Cuando el reverendo Samuel Shoemaker fue el ministro allí, de 1925 a 1952, Calvary House se convirtió en el centro estadounidense del Grupo Oxford, del cual surgieron algunas de las principales ideas subyacentes de ese asociación. Bill Wilson, el cofundador del grupo de doce pasos, escribió: "Es a través de Sam Shoemaker que la mayoría de los principios espirituales de AA han llegado. Sam es uno de los grandes canales, una de las principales fuentes de influencias que se han reunido en lo que ahora es AA"
En 1976, frente a dificultades financieras, la parroquia del Calvario se fusionó con las parroquias cercanas de la Iglesia de San Jorge y la Iglesia de la Sagrada Comunión. Los edificios de la Sagrada Comunión fueron desconsagrados y vendidos para pagar las deudas de la nueva parroquia combinada, eventualmente convirtiéndose en la discoteca Limelight, y las dos iglesias restantes continuaron operando como parroquia del Calvario-San Jorge. Calvary House ahora se alquila como oficinas.